# Giulia Crostarosa
Giulia Crostarosa, O.SS.R., řeholním jménem Maria Celeste del Santissimo Salvatore (31. října 1696, Neapol – 14. září 1755, Foggia) byla italská římskokatolická řeholnice, zakladatelka a členka Řádu Nejsvětějšího Vykupitele. Katolická církev ji uctívá jako blahoslavenou.

## Život
Narodila se dne 31. října 1696 v Neapoli jako desátá z dvanácti dětí rodičům Francescu Crostarosovi a Paole Battistini Caldari. Měla zámožné rodiče a její otec byl právník. Pokřtěna byla 1. listopadu téhož roku v kostele v jejím rodném městě.
Po poradě se svým zpovědníkem složila soukromý slib čistoty. Roku 1716 vstoupila se svoji sestrou do karmelitánského kláštera v Marigliano a dne 21. listopadu 1718 zde zahájila svůj noviciát. V listopadu roku 1719 zde složila své řeholní sliby. Poté, co byl klášter, ve kterém pobývala zrušen se spolu se svoji sestrou a dalšími řeholnicemi přestěhovala do kláštera v obci Scala.
Dne 25. dubna 1725 prožila své první zjevení Ježíše, při kterém jí byla dána vize založení nového ženského řeholního řádu. Přátelila se s biskupem a zakladatelem kongregace redemptoristů sv. Alfonsem Mariou z Liguori, který jí také pomáhal s jejím založením řeholního řádu. Ten založila dne 13. května 1731. Byl pojmenován Řád Nejsvětějšího Vykupitele a jeho členky se nazývají redemptoristky.
Spolu se svými společnicemi do řádu sama vstoupila a nějaký čas působila jako představená zdejšího kláštera. Roku 1733 odešla do kláštera v Nocera Superiore. Zde pak zavedla svoji novou řeholi. Během svého života se také znala se sv. Gerardem Majellou. Poté žila a působila v klášteře ve městě Foggia. Zde dne 14. září 1755 zemřela a je zde i pohřbena.

## Úcta
Její beatifikační proces byl zahájen dne 11. srpna 1901, čímž obdržela titul služebnice Boží. Dne 3. června 2013 ji papež František podepsáním dekretu o jejích hrdinských ctnostech prohlásil za ctihodnou. Dne 14. prosince 2015 byl uznán zázrak na její přímluvu, potřebný pro její blahořečení.
Blahořečena pak byla dne 18. června 2016 ve Foggia Obřadu předsedal jménem papeže Františka kardinál Angelo Amato.
Její památka je připomínána 11. září. Bývá zobrazována v řeholním oděvu. Je patronkou redemptoristek.